# Себерт (король Ессексу)
Себерт (давн-англ. Sæbert, Sæberht, Saberht; ? —616) — король Ессексу в 604—616 роках.

## Життєпис
Походив з династії Есквінінгів. Старший син Следди, короля Ессексу, та Ріколи Кентської. Про дату народження нічого невідомо. Близько 604 року після смерті Следди королем став Себерт. Того ж часу Августин, архієпископ Кентерберійський, доручив священикові Мелліту навернути східних саксів до християнства. Мелліт був призначений першим єпископом Лондонським. Себерт прийняв хрещення і виділив Мелліту землю під будівництво собору святого Павла.
Себерт переважно опікувався внутрішньою політикою. Легенда приписує Себерту заснування монастиря на місці теперішнього Вестмінстерського абатства. Король багато зусиль застосовував до просування християнства на своїх землях. Це викликало спротив поганської знаті. Зрештою у 616 році було вбито. Йому спадкували сини Сексред, Севард і Сексбальд.
Себерта нібито було поховано разом з дружиною у Вестмінстерському абатстві. При Генріху III начебто рештки Себерта було перенесено до гробниці, спеціально споруджену біля входу в Королівську Каплицю.